# أندريا دوسيت
أندريا دوسيت هي كاتِبة كندية، ولدت في 1950.